# Спасибо за покупку
«Спасибо за покупку» (англ. 10 Items or Less) — американский комедийный телесериал. Сериал отчасти состоит из импровизаций придуманных прямо на съёмочной площадке.
Сериал впервые был показан на канале TBS по 27 ноября 2006.
В ноябре 2009 года, на блоге сериала было объявлено, что сериал закрыт и 4 сезон сниматься не будет.

## Сюжет
Сериал повествует о малоуспешном бизнесмене по имени Лесли Пул(Джон Лер), который возвращается в родной город Дейтон, штат Огайо, чтобы управлять семейным супермаркетом «Greens & Grains», после смерти отца.

## Производство
Подробный сценарий написан для каждого эпизода с изложением общей концепции. Все диалоги являются импровизации актёров на съемочной площадке. Съёмка происходили с помощью одной камерой. Обычный 22-минутный эпизод монтируется из примерно 30 часов снятых материалов.
Сериал снят в реальном продуктовом магазине, который называется «Джон» в Резеда, Калифорния.

## Персонажи
- Лесли Пул (Джон Лер) — владелец / менеджер супермаркета «Greens & Grains», который он унаследовал после смерти отца.
- Эми Андерсон (Дженнифер Элиз Кокс) — в первом и втором сезоне менеджер супермаркета «Super Value Mart», главного конкурента «Greens & Grains» с противоположной улицы.
- Мерси Джонс (Ким Коулз) — новый менеджер «Super Value Mart» в третьем сезоне. Хочет любой ценой разорить «Greens & Grains».
- Ингрид Ваковски (Кирстен Гроунфилд) — причудливая и тихая девушка, представитель отдела обслуживания «Renaissance Festivals».
- Иоланда Нельсон (Роберта Вальдеррама) — работник продуктового отдела.
- Тодд Сайкс (Крис Пейн Гилберт) — Тодд работает мясником, в супермаркете.
- Карл Доусон (Боб Кленденин) — кондитер, имеет большое влияние на Иоланду.
- Ричард Медник (Кристофер Мур Лиам) — кассир, который мечтает стать фигуристом.
- Бухвальд «Бак» Вашингтон (Грег Дэвис младший) — грузчик, хочет стать врачом, для этого посещает вечернюю школу.

## DVD релиз
| Название          | США              |
| ----------------- | ---------------- |
| Сезон 1 и Сезон 2 | 27 декабря, 2009 |